# Wysoki Ostrów
Wysoki Ostrów (Wyspa Kormoranów, niem. Wolfgansinsel) – wyspa na Jeziorze Dobskim o powierzchni około 2 ha. Jest porośnięta drzewami liściastymi. Wyspa jest rezerwatem przyrody i nie wolno do niej przybijać ani przy niej cumować, gdyż jest miejscem gniazdowania kormoranów i czapli siwej. Z tego też względu wokół wyspy, jak i na całym jeziorze, obowiązuje strefa ciszy, czyli zakaz używania silników spalinowych i sygnałów dźwiękowych. Wyspa jest specyficzną atrakcją turystyczną, gdyż stwarza możliwość obserwacji kormoranów, a także dzięki charakterystycznym, częściowo uschniętym od ptasich odchodów drzewom.